# داوزناو
داوزناو (به آلمانی: Dausenau) یک شهر در آلمان است که در Verbandsgemeinde Bad Ems واقع شده‌است. داوزناو ۱٬۳۲۸ نفر جمعیت دارد.